# Michèle Laroque
Michèle Laroque (* 15. června 1960 Nice, Alpes-Maritimes) je francouzská divadelní a filmová herečka.

## Život a kariéra
Jejími rodiči jsou původem rumunská tanečnice a houslistka Doïna Trandabur a doktor Claude Laroque, z kterého strany je neteří francouzského politika Pierra Laroque.
Kromě studia herectví studovala také angličtinu a ekonomii. V roce 1979 odešla za studiem do Spojených států, kde ale utrpěla velmi těžkou autonehodu. Podstoupila několik operací a její rekonvalescence v USA trvala celkem dva roky.
Po její skončení v roku 1981 odjela do Paříže a začala hrát, nejdřív v divadlech, později v televizi a v roce 1988 konečně debutovala i ve filmu, a to v malé roli letušky ve filmu Suivez cet avion.
Nejdřív hrála převážně v komediích, například v roce 1992 ve filmu Krize, za který byla nominována na Césara. Ve stejném roce byla nominována na divadelní Molièrovu cenu.
V devadesátých letech 20. století začala hrát také v dramatických filmech, například ve filmu Povolání: Učitel, ve kterém se v roce 1996 setkala s Gérardem Depardieu nebo v snímku Můj růžový život z roku 1997. Ve stejném roce byla znovu nominována na Césara za výkon ve filmu Někdo to rád holky z předchozího roku.
Od začátku nového tisíciletí opět hrá spíš v komediích, známým je například film KOndoMEDIE z roku 2003 s Danielem Auteuilem v hlavní roli.
Jejím manželem byl krátkou dobu režisér Dominique Deschamps, s nímž má dceru Oriane, narozenou v roce 1995. Pak se rozvedli a v současnosti je jejím partnerem francouzský politik François Baroin.

## Filmografie (výběr)
- 1990 : Manžel kadeřnice (Le Mari de la coiffeuse), režie Patrice Leconte
- 1991 : Báječné časy (Une époque formidable...), režie Gérard Jugnot
- 1992 : Krize (La Crise), režie Coline Serreau
- 1992 : Max a Jeremie (Max & Jeremie), režie Claire Devers
- 1993 : Tango (Tango), režie Patrice Leconte
- 1994 : Chacun pour toi (Chacun pour toi), režie Jean-Michel Ribes
- 1995 : Nelly a pan Arnaud (Nelly & Monsieur Arnaud), režie Claude Sautet
- 1996 : Povolání: Učitel (Le Plus beau métier du monde), režie Gérard Lauzier
- 1996 : Někdo to rád holky (Pédale douce), režie Gabriel Aghion
- 1997 : Můj růžový život (Ma vie en rose), režie Alain Berliner
- 2000 : Vem si mě (Épouse-moi), režie Harriet Marin
- 2001 : Hladová (J'ai faim!!!), režie Florence Quentin
- 2001 : KOndoMEDIE (Le Placard), režie Francis Veber
- 2005 : Výročí (L'Anniversaire), režie Diane Kurys
- 2007 : Soused (The Neighbor), režie Eddie O'Flaherty
- 2007 : Enfin veuve (Enfin veuve), režie Isabelle Mergault
- 2009 : Oscar et la dame rose (Oscar et la dame rose), režie Éric-Emmanuel Schmitt

## Ocenění

### César
Nominace
- 1993: César pro nejlepší herečku ve vedlejší roli za film Krize
- 1997: César pro nejlepší herečku ve vedlejší roli za film Někdo to rád holky

### Molièrova cena
Nominace
- 1992: Molièrova cena pro herečku ve vedlejší roli za představení Ornifle